# Khalikote
Khalikote é uma cidade no distrito de Ganjam, no estado indiano de Orissa.

## Demografia
Segundo o censo de 2001, Khalikote tinha uma população de 10,959 habitantes. Os indivíduos do sexo masculino constituem 52% da população e os do sexo feminino 48%. Khalikote tem uma taxa de literacia de 67%, superior à média nacional de 59.5%: a literacia no sexo masculino é de 77% e no sexo feminino é de 55%. Em Khalikote, 12% da população está abaixo dos 6 anos de idade.